# 12179 Taufiq
12179 Taufiq è un asteroide della fascia principale. Scoperto nel 1977, presenta un'orbita caratterizzata da un semiasse maggiore pari a 3,1006771 UA e da un'eccentricità di 0,2028105, inclinata di 11,81822° rispetto all'eclittica.